# Boulogne-sur-Helpe
Pour les articles homonymes, voir Boulogne et Helpe.
Boulogne-sur-Helpe est une commune française située dans le département du Nord, en région Hauts-de-France.

## Géographie

### Description
Boulogne-sur-Helpe se situe dans le sud-est du département du Nord (Hainaut) en plein cœur du Parc naturel régional de l'Avesnois. L'Avesnois est connu pour ses prairies, son bocage et son relief un peu vallonné dans sa partie sud-est (début des contreforts des Ardennes), dite « petite Suisse du Nord ».
Boulogne-sur-Helpe fait partie administrativement de l'Avesnois, historiquement du Hainaut et ses paysages rappellent la Thiérache.
La commune se trouve à 110 km de Lille (préfecture du Nord) ou Bruxelles, à 45 km de Valenciennes, Mons, à 7 km d'Avesnes-sur-Helpe (sous-préfecture) et à 3 km d'Étrœungt ou Cartignies. Elle est facilement accessible par la route nationale 2
La Belgique se trouve à 20 km et le département de l'Aisne à 8 km.

### Communes limitrophes
|            | Haut-Lieu          |          |
| Cartignies | Boulogne-sur-Helpe |          |
| Floyon     |                    | Étrœungt |

### Hydrographie

#### Réseau hydrographique
La commune est située dans le bassin Artois-Picardie. Elle est drainée par l'Helpe Mineure, le ruisseau de Chevireuil, la Basse Boulogne, la Riez Semeau, le ruisseau Des Aulnes brûlées, le ruisseau Des Haveries, le ruisseau Griselle et un autre petit cours d'eau,.
L'Helpe Mineure, d'une longueur de 50 km, prend sa source dans la commune de Ohain et se jette  dans la Sambre canalisée à Locquignol, après avoir traversé douze communes. Les caractéristiques hydrologiques de l'Helpe Mineure sont données par la station hydrologique située sur la commune. Le débit moyen mensuel est de 1,81 m3/s. Le débit moyen journalier maximum est de 60 m3/s, atteint lors de la crue du 21 décembre 1993. Le débit instantané maximal est quant à lui de 76,3 m3/s, atteint le même jour.
Le ruisseau de Chevireuil, d'une longueur de 10 km, prend sa source dans la commune de Papleux et se jette  dans l'Helpe Mineure à Cartignies, après avoir traversé cinq communes.

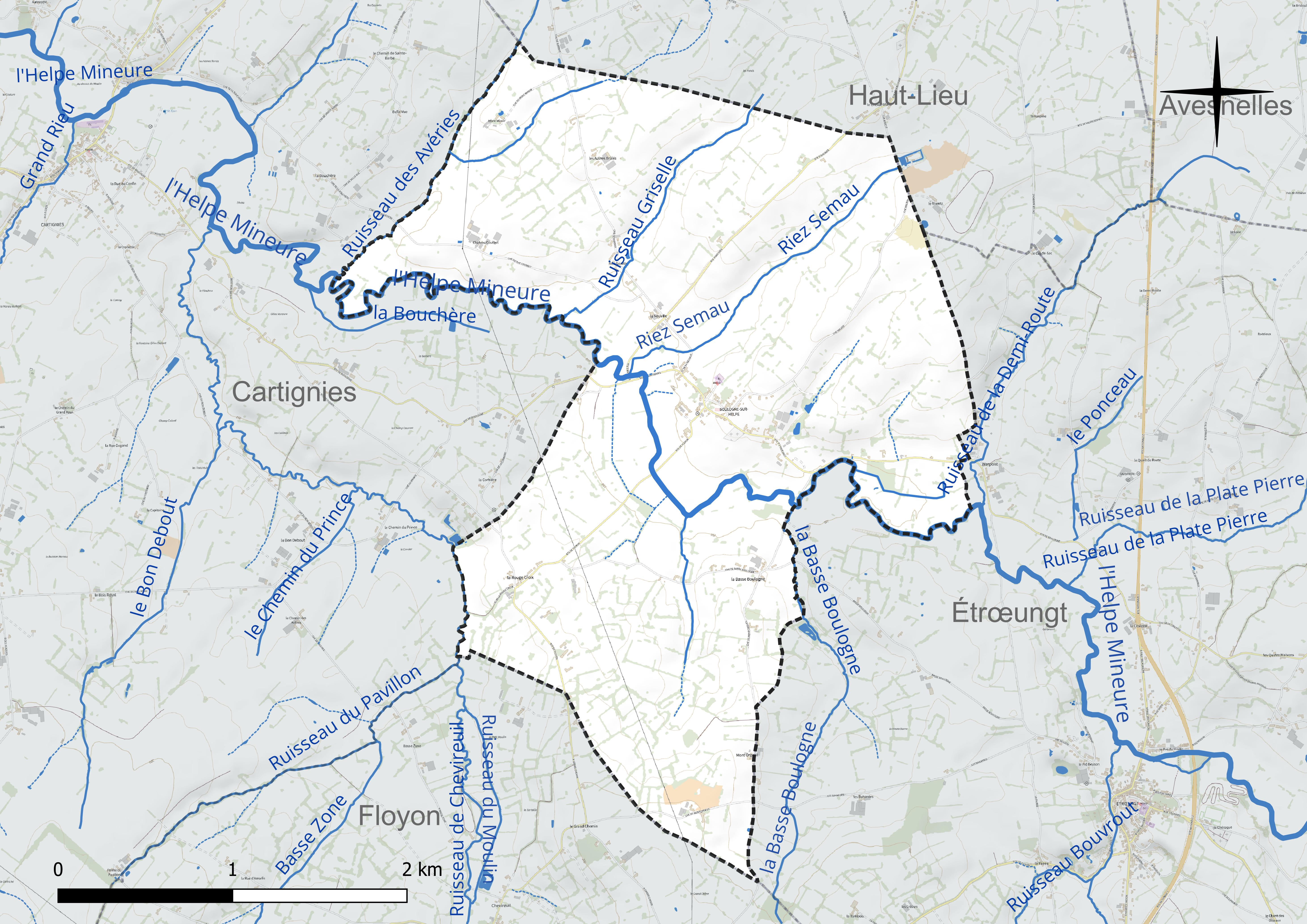
Réseau hydrographique de Boulogne-sur-Helpe.

#### Gestion et qualité des eaux
Le territoire communal est couvert par le schéma d'aménagement et de gestion des eaux (SAGE) « Sambre ». Ce document de planification concerne un territoire de 1 253 km2 de superficie, délimité par le bassin versant de la Sambre. Le périmètre a été arrêté le 1er novembre 2003 et le SAGE proprement dit a été approuvé le 21 septembre 2012, puis modifié le 18 août 2022. La structure porteuse de l'élaboration et de la mise en œuvre est le syndicat mixte du Parc naturel régional de l'Avesnois.
La qualité des cours d'eau peut être consultée sur un site dédié géré par les agences de l'eau et l'Agence française pour la biodiversité.

### Climat
Pour des articles plus généraux, voir Climat des Hauts-de-France et Climat du Nord.
En 2010, le climat de la commune est de type climat des marges montargnardes, selon une étude du CNRS s'appuyant sur une série de données couvrant la période 1971-2000. En 2020, Météo-France publie une typologie des climats de la France métropolitaine dans laquelle la commune est exposée à un climat océanique altéré et est dans la région climatique Nord-est du bassin Parisien, caractérisée par un ensoleillement médiocre, une pluviométrie moyenne régulièrement répartie au cours de l'année et un hiver froid (3 °C).
Pour la période 1971-2000, la température annuelle moyenne est de 9,7 °C, avec une amplitude thermique annuelle de 15,2 °C. Le cumul annuel moyen de précipitations est de 864 mm, avec 12,8 jours de précipitations en janvier et 10,1 jours en juillet. Pour la période 1991-2020, la température moyenne annuelle observée sur la station météorologique la plus proche, située sur la commune de Saint-Hilaire-sur-Helpe à 6 km à vol d'oiseau, est de 10,5 °C et le cumul annuel moyen de précipitations est de 802,4 mm,. Pour l'avenir, les paramètres climatiques de la commune estimés pour 2050 selon différents scénarios d'émission de gaz à effet de serre sont consultables sur un site dédié publié par Météo-France en novembre 2022.

## Urbanisme
Le village s'est formé autour d'une ferme qui appartenait avant la Révolution française à l'Abbaye de Liessies.

### Typologie
Au 1er janvier 2024, Boulogne-sur-Helpe est catégorisée commune rurale à habitat dispersé, selon la nouvelle grille communale de densité à sept niveaux définie par l'Insee en 2022.
Elle est située hors unité urbaine. Par ailleurs la commune fait partie de l'aire d'attraction d'Avesnes-sur-Helpe, dont elle est une commune de la couronne,. Cette aire, qui regroupe 14 communes, est catégorisée dans les aires de moins de 50 000 habitants,.

### Occupation des sols
L'occupation des sols de la commune, telle qu'elle ressort de la base de données européenne d'occupation biophysique des sols Corine Land Cover (CLC), est marquée par l'importance des territoires agricoles (100 % en 2018), une proportion identique à celle de 1990 (100 %). La répartition détaillée en 2018 est la suivante : 
prairies (98,1 %), zones agricoles hétérogènes (1,9 %). L'évolution de l'occupation des sols de la commune et de ses infrastructures peut être observée sur les différentes représentations cartographiques du territoire : la carte de Cassini (XVIIIe siècle), la carte d'état-major (1820-1866) et les cartes ou photos aériennes de l'IGN pour la période actuelle (1950 à aujourd'hui).

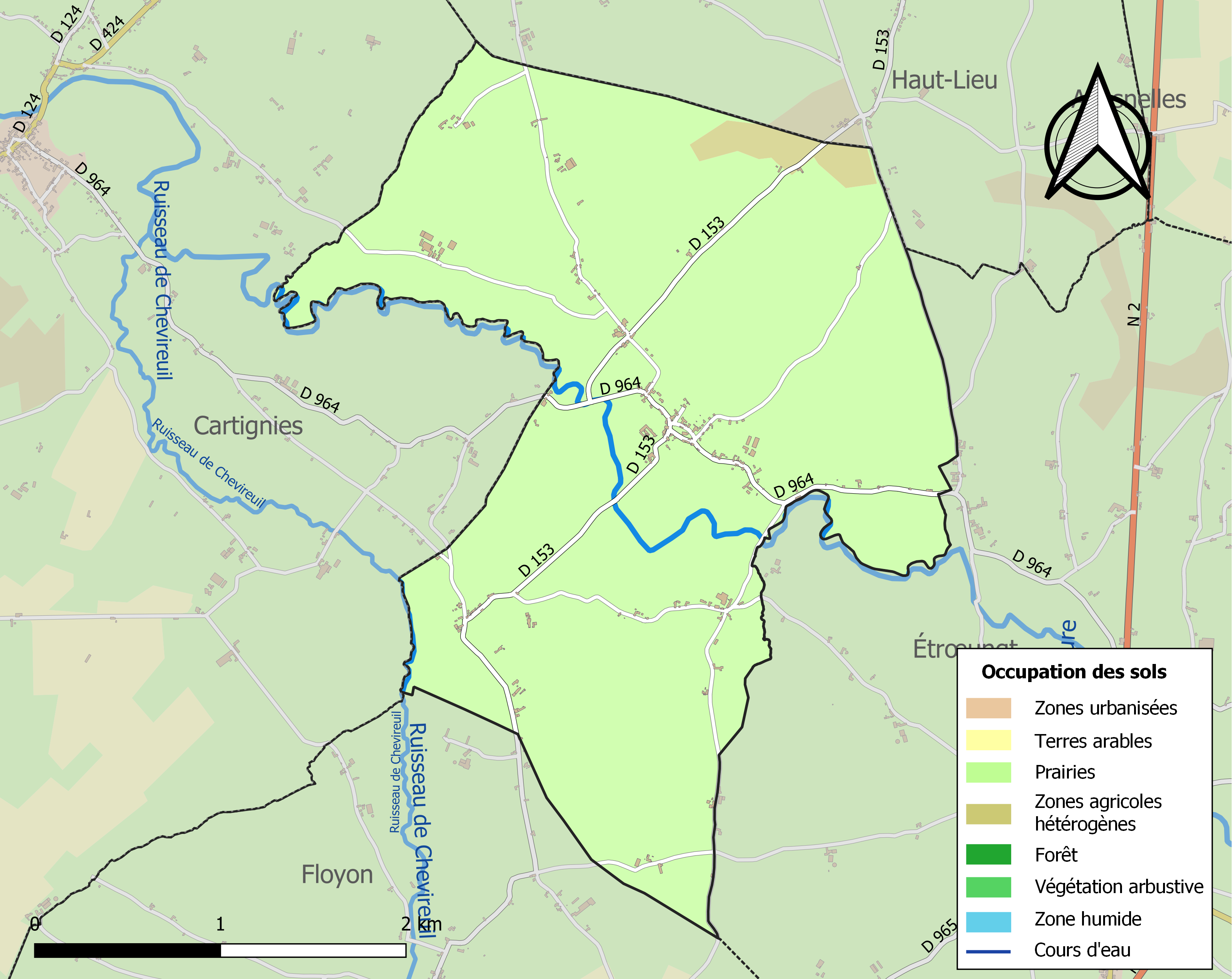
Carte des infrastructures et de l'occupation des sols de la commune en 2018 (CLC).

### Habitat et logement
En 2019, le nombre total de logements dans la commune était de 157, alors qu'il était de 148 en 2014 et de 137 en 2009.
Parmi ces logements, 88,4 % étaient des résidences principales, 5,2 % des résidences secondaires et 6,5 % des logements vacants. Ces logements étaient pour 93,5 % d'entre eux des maisons individuelles et pour 4,6 % des appartements.
Le tableau ci-dessous présente la typologie des logements à Boulogne-sur-Helpe en 2019 en comparaison avec celle du Nord et de la France entière. Une caractéristique marquante du parc de logements est ainsi une proportion de résidences secondaires et logements occasionnels (5,2 %) supérieure à celle du département (1,6 %) et à celle de la France entière (9,7 %). Concernant le statut d'occupation de ces logements, 74,3 % des habitants de la commune sont propriétaires de leur logement (76 % en 2014), contre 54,7 % pour le Nord et 57,5 pour la France entière.
| Typologie                                               | Boulogne-sur-Helpe | Nord | France entière |
| ------------------------------------------------------- | ------------------ | ---- | -------------- |
| Résidences principales (en %)                           | 88,4               | 90,6 | 82,1           |
| Résidences secondaires et logements occasionnels (en %) | 5,2                | 1,6  | 9,7            |
| Logements vacants (en %)                                | 6,5                | 7,8  | 8,2            |

## Toponymie
La localité a été désignée comme: Bolonia (1167 - Cart. de l'abb. de Liessies), Bouloigne (1186 - J. de Guise, XII, 339), Boulonges (1213 - Cart. de l'abb. de Liessies), Boulogne (1222, 1re cart. du Hainaut), Bolonia (1269, Cart. de Liessies), Boulogne (1316 - Arch. de Wallincourt), Boulongne (1349 - Pouillé du Diocèse de Cambrai), Bouloigne (XVe siècle - archives seigneuriales d'Etroeungt)
La commune, instituée par la Révolution française sous le nom de Boulogne, prend en 1933 celui de Boulogne-sur-Helpe.

## Histoire

### Antiquité
La voie romaine de Bavai à Reims, constituée par le Chemin Biwetz limite à l'est le territoire de Boulogne-sur-Helpe. Au lieu-dit le Trieu du Diable, on découvre en 1875 des vestiges d'époque romaine (tuiles et tessons)
.

### Moyen Âge
- 843 : avec le traité de Verdun, le partage de l'empire carolingien entre les trois petits-fils de Charlemagne octroie à Lothaire Ier, la Francie médiane qui comprend le Hainaut dont fait partie le village.
- 855 : avec le traité de Prüm qui partage la Francie médiane entre les 3 fils de Lothaire I, le Hainaut est rattaché à la Lotharingie dont hérite Lothaire II.
- 870 : avec le traité de Meerssen après la mort de Lothaire II, une partie de la Lotharingie dont fait partie le Hainaut est rattachée à la Francie occidentale.
- 880 : avec le Traité de Ribemont en 880, le Hainaut est rattaché à la Francie orientale qui deviendra le Saint-Empire romain germanique en 962.
- 1167 : Par une bulle, le pape Alexandre III confirme la possession de l'église du village par  l'abbaye de Liessies[24].
- En 1186, Boulogne est une des paroisses du décanat d'Avesnes[24].

### Temps modernes
- Un fort, tour de 8 mètres de face et de plus de 20 mètres de hauteur entouré d'un fossé rempli d'eau, avec pont-levis est  construit  au XVe ou au XVIe siècle pour la défense du village. Il est  complètement démoli au commencement du XVIIIe siècle[24]. On en voyait plus que les fondations en 1812.
- En 1569, lors des guerres de Religion, les huguenots pillent  l'église de l'Assomption[24].
- 1651 : Durant la Fronde, des troupes allemandes au service de la France, commandées par le Général Rose, pillent et détruisent presque tout le village[24].
- 1790 : à la suite de la subdivision des départements français en districts, à compter de 1790, Boulogne-su-Helpe se trouve dans le canton d'Avesnes appartenant au district d'Avesnes jusqu'en 1795, date à laquelle les districts sont supprimés par la constitution du 5 fructidor An III (22 août 1795). Ils seront remplacés par les arrondissements créés par la loi du 28 pluviôse an VIII (17 février 1800)

### Époque contemporaine
- Au début du XXe siècle, on notait à Boulonge-sur-Helpe un moulin à blé (moulin Thiroux en 1893) et une brasserie (brasserie Lecat en 1908)[17].
- Le 28 octobre 1907 est mise en service la ligne de chemin de fer Avesnes-sur-Helpe - Solesmes via Landrecies (47 km). La ligne comporte une station dans la commune. Un service régulier des voyageurs est assuré. En août 1914, le trafic voyageur est interrompu. En 1916, pendant l'occupation allemande, les rails sont démontés. La ligne de chemin de fer est dans l'impossibilité de fonctionner.
- Pendant la Première Guerre mondiale, d'août 1914 à novembre 1918, le village se trouve en zone occupée par les troupes allemandes.

- La salle des fêtes est construite en 1925 (La date est inscrite au fronton du bâtiment)
- Pendant la Seconde Guerre mondiale, de mai 1940 à septembre 1944, le village se trouve en zone occupée par les troupes allemandes.

## Politique et administration

### Rattachements administratifs et électoraux

#### Rattachements administratifs
La commune se trouve dans l'arrondissement d'Avesnes-sur-Helpe du département du Nord.
Elle faisait partie depuis 1801 du canton d'Avesnes-sur-Helpe-Sud. Dans le cadre du redécoupage cantonal de 2014 en France, cette circonscription administrative territoriale a disparu, et le canton n'est plus qu'une circonscription électorale.

#### Rattachements électoraux
Pour les élections départementales, la commune fait partie depuis 2014 du canton d'Avesnes-sur-Helpe
Pour l'élection des députés, elle fait partie de la douzième circonscription du Nord.

### Intercommunalité
Penvénan était membre de la communauté de communes du Pays d'Avesnes, un établissement public de coopération intercommunale (EPCI) à fiscalité propre créé en 1992 et auquel la commune avait transféré un certain nombre de ses compétences, dans les conditions déterminées par le code général des collectivités territoriales.
Cette intercommunalité a fusionné avec ses voisines pour former, le 31 décembre 2011, la communauté de communes du Cœur de l'Avesnois dont est désormais membre la commune.

### Liste des maires
Maire en 1939 : Coulon.
| Période                                  | Période                         | Identité                   | Étiquette | Qualité                                                     |
| ---------------------------------------- | ------------------------------- | -------------------------- | --------- | ----------------------------------------------------------- |
| Les données manquantes sont à compléter. |                                 |                            |           |                                                             |
| avant 1802                               | 1808                            | Jean Fr. Bucquoy           |           |                                                             |
| Les données manquantes sont à compléter. |                                 |                            |           |                                                             |
| 1904                                     | 1912                            | Fernand Briatte            |           |                                                             |
| 1912                                     |                                 | Isidore Michel             |           |                                                             |
| avant 1922                               |                                 | Gaston Thiroux             |           |                                                             |
| Les données manquantes sont à compléter. |                                 |                            |           |                                                             |
| 1989                                     | mars 2008                       | Jean-Pierre Roseleur       |           | Fromager                                                    |
| mars 2008                                | décembre 2021                   | Bernard Duflos (1943-2019) |           | Secrétaire de mairie, instituteur retraité Mort en fonction |
| janvier 2020                             | En cours (au 13 septembre 2022) | Nadine Majka (1955- )      |           | Employée retraitée Réélue pour le mandat 2020-2026          |

## Équipements et services publics

### Enseignement
Boulogne-sur-Helpe relève de l'académie de Lille.

## Population et société

### Démographie

#### Évolution démographique
L'évolution du nombre d'habitants est connue à travers les recensements de la population effectués dans la commune depuis 1793. Pour les communes de moins de 10 000 habitants, une enquête de recensement portant sur toute la population est réalisée tous les cinq ans, les populations de référence des années intermédiaires étant quant à elles estimées par interpolation ou extrapolation. Pour la commune, le premier recensement exhaustif entrant dans le cadre du nouveau dispositif a été réalisé en 2006.

En 2022, la commune comptait 294 habitants, en évolution de −13,53 % par rapport à 2016 (Nord : +0,51 %, France hors Mayotte : +2,11 %).
| 1793 | 1800 | 1806 | 1821 | 1831 | 1836 | 1841 | 1846 | 1851 |
| ---- | ---- | ---- | ---- | ---- | ---- | ---- | ---- | ---- |
| 310  | 346  | 334  | 359  | 397  | 411  | 410  | 418  | 430  |

| 1856 | 1861 | 1866 | 1872 | 1876 | 1881 | 1886 | 1891 | 1896 |
| ---- | ---- | ---- | ---- | ---- | ---- | ---- | ---- | ---- |
| 468  | 446  | 438  | 467  | 455  | 456  | 474  | 482  | 450  |

| 1901 | 1906 | 1911 | 1921 | 1926 | 1931 | 1936 | 1946 | 1954 |
| ---- | ---- | ---- | ---- | ---- | ---- | ---- | ---- | ---- |
| 443  | 441  | 444  | 425  | 431  | 404  | 430  | 415  | 404  |

| 1962 | 1968 | 1975 | 1982 | 1990 | 1999 | 2006 | 2011 | 2016 |
| ---- | ---- | ---- | ---- | ---- | ---- | ---- | ---- | ---- |
| 406  | 387  | 346  | 315  | 319  | 317  | 322  | 325  | 340  |

| 2021 | 2022 | - | - | - | - | - | - | - |
| ---- | ---- | - | - | - | - | - | - | - |
| 310  | 294  | - | - | - | - | - | - | - |

#### Pyramide des âges
La population de la commune est relativement jeune.
En 2018, le taux de personnes d'un âge inférieur à 30 ans s'élève à 35,2 %, soit en dessous de la moyenne départementale (39,5 %). À l'inverse, le taux de personnes d'âge supérieur à 60 ans est de 23,6 % la même année, alors qu'il est de 22,5 % au niveau départemental.
En 2018, la commune comptait 173 hommes pour 167 femmes, soit un taux de 50,88 % d'hommes, largement supérieur au taux départemental (48,23 %).
Les pyramides des âges de la commune et du département s'établissent comme suit.
| Hommes | Classe d’âge | Femmes |
| ------ | ------------ | ------ |
| 0,0    | 90 ou +      | 1,8    |
| 5,3    | 75-89 ans    | 9,1    |
| 17,0   | 60-74 ans    | 13,9   |
| 21,5   | 45-59 ans    | 22,8   |
| 20,7   | 30-44 ans    | 17,2   |
| 16,7   | 15-29 ans    | 13,7   |
| 18,9   | 0-14 ans     | 21,3   |

| Hommes | Classe d’âge | Femmes |
| ------ | ------------ | ------ |
| 0,5    | 90 ou +      | 1,4    |
| 5,3    | 75-89 ans    | 8,1    |
| 14,8   | 60-74 ans    | 16,2   |
| 19,1   | 45-59 ans    | 18,4   |
| 19,5   | 30-44 ans    | 18,7   |
| 20,7   | 15-29 ans    | 19,1   |
| 20,2   | 0-14 ans     | 18     |

## Manifestations culturelles et festivités
Depuis plusieurs années, il existe à Boulogne-sur-Helpe le Comité des fêtes de Boulogne-sur-Helpe. Cette association organise des manifestations pendant l'année comme le 14 juillet ou le 15 août aux thèmes lancé par le groupe qui était présidé par Pascal Hermange.

### Cultes
L'église de l'Assomption accueille des messes certains dimanches matins.

## Économie
- Production fromagère de maroilles fermier à la ferme du Château Courbet, commercialisés dans toute la région[réf. nécessaire].

## Culture locale  et patrimoine

### Lieux et monuments
- L'église Notre-Dame-de-l'Assomption, construite vers 1590, restaurée en 1720, agrandie en 1783, elle est dévastée en 1793 lors de la Révolution française et convertie en salpêtrière est vendue comme bien national et rachetée par un habitant du village qui la rendit à sa destination[17].
- La ferme de l'ancienne abbaye.
- Le monument aux morts, inauguré le 3 mai 1922, et près duquel on peut lire l'Appel du 18 Juin 1940 du Général de Gaulle[28].
- Plusieurs petites chapelles sont situées dans le village de Boulogne-sur-Helpe, dont la chapelle Notre-Dame-de-Miséricorde (1677) et la chapelle Notre-Dame-de-Walcourt (1823).

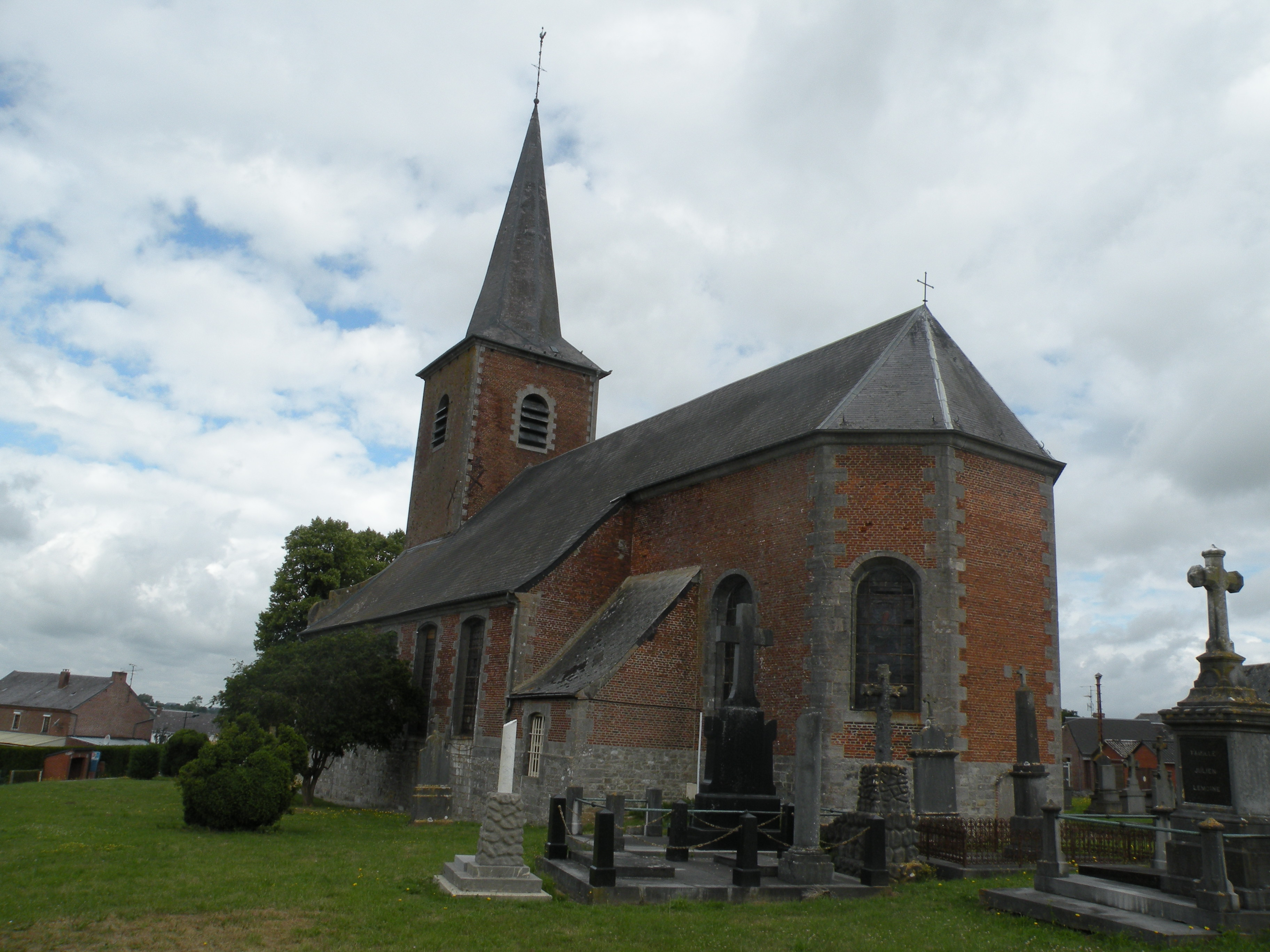
L'église.
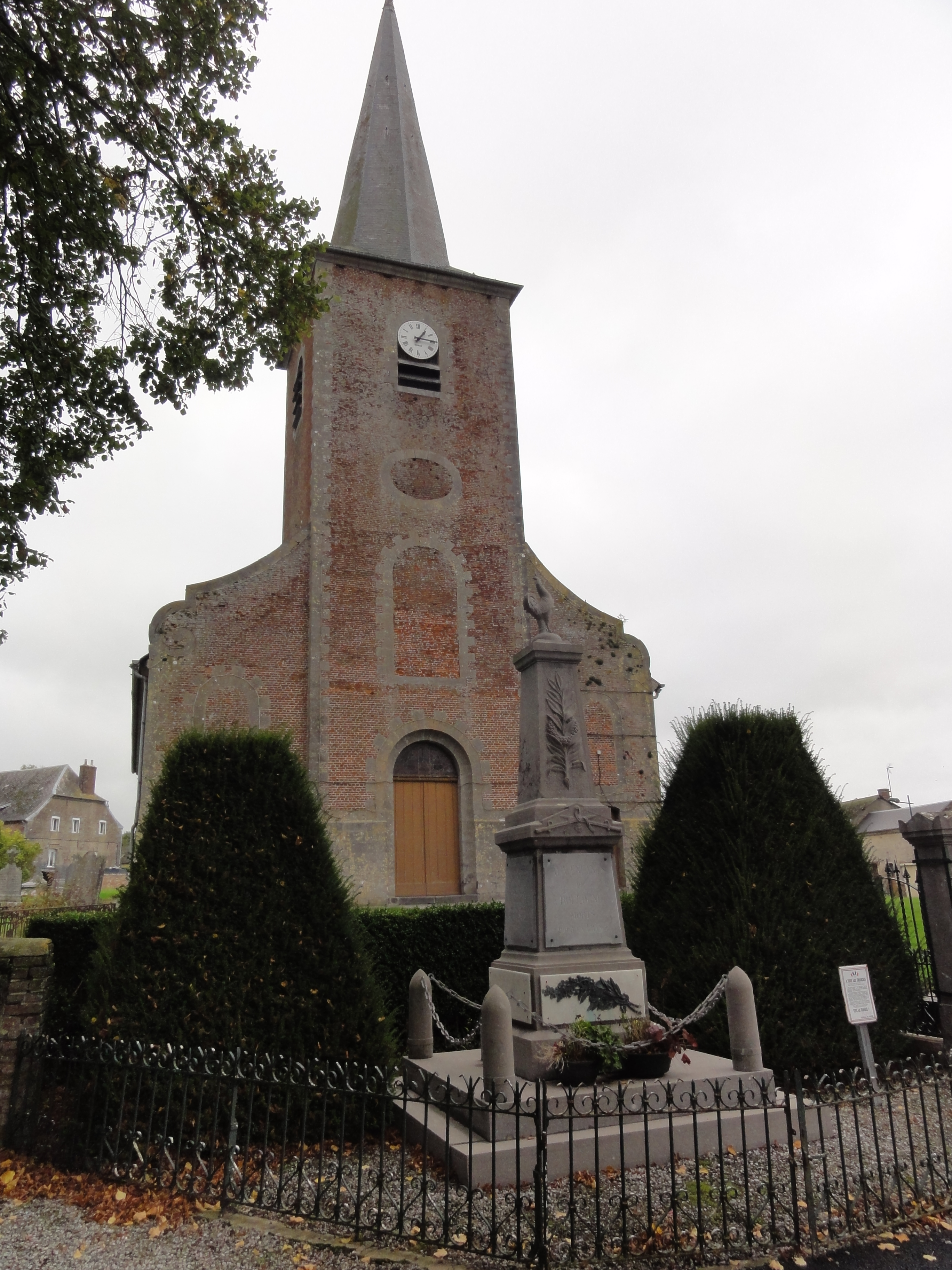
Façade de l'église
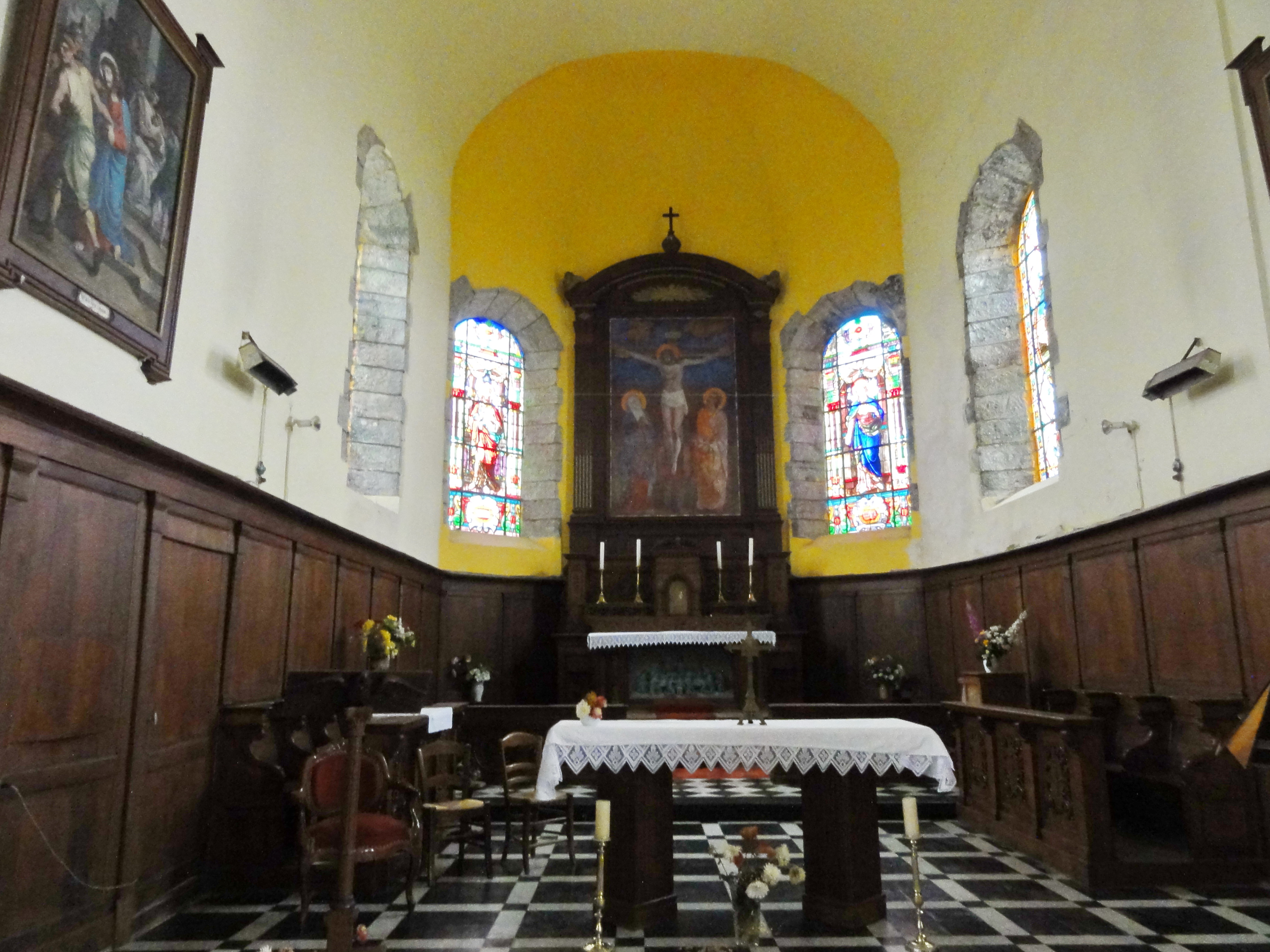
Chœur de l'église
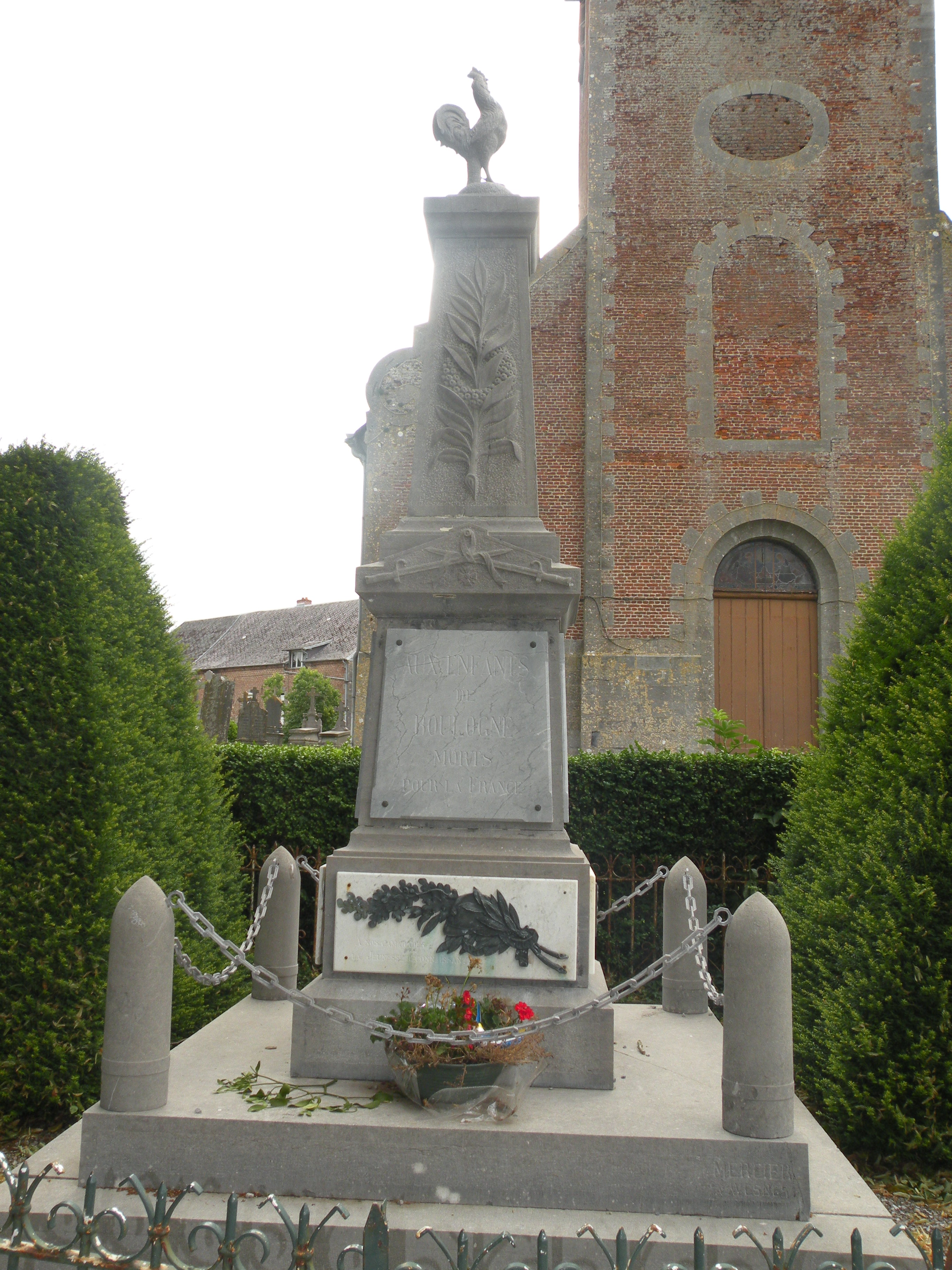
Le monument aux morts de la commune.
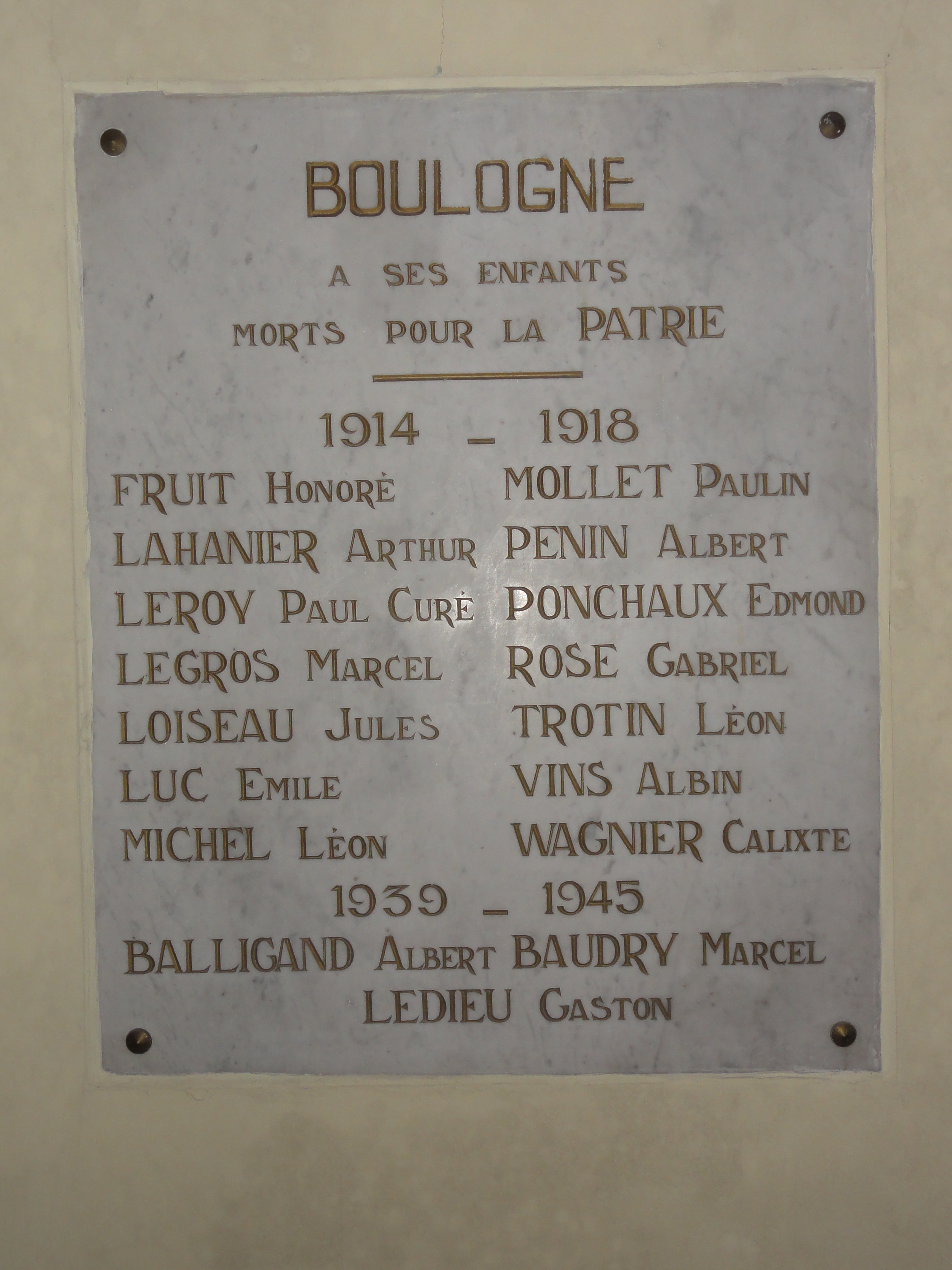
Monument aux morts de la paroisse
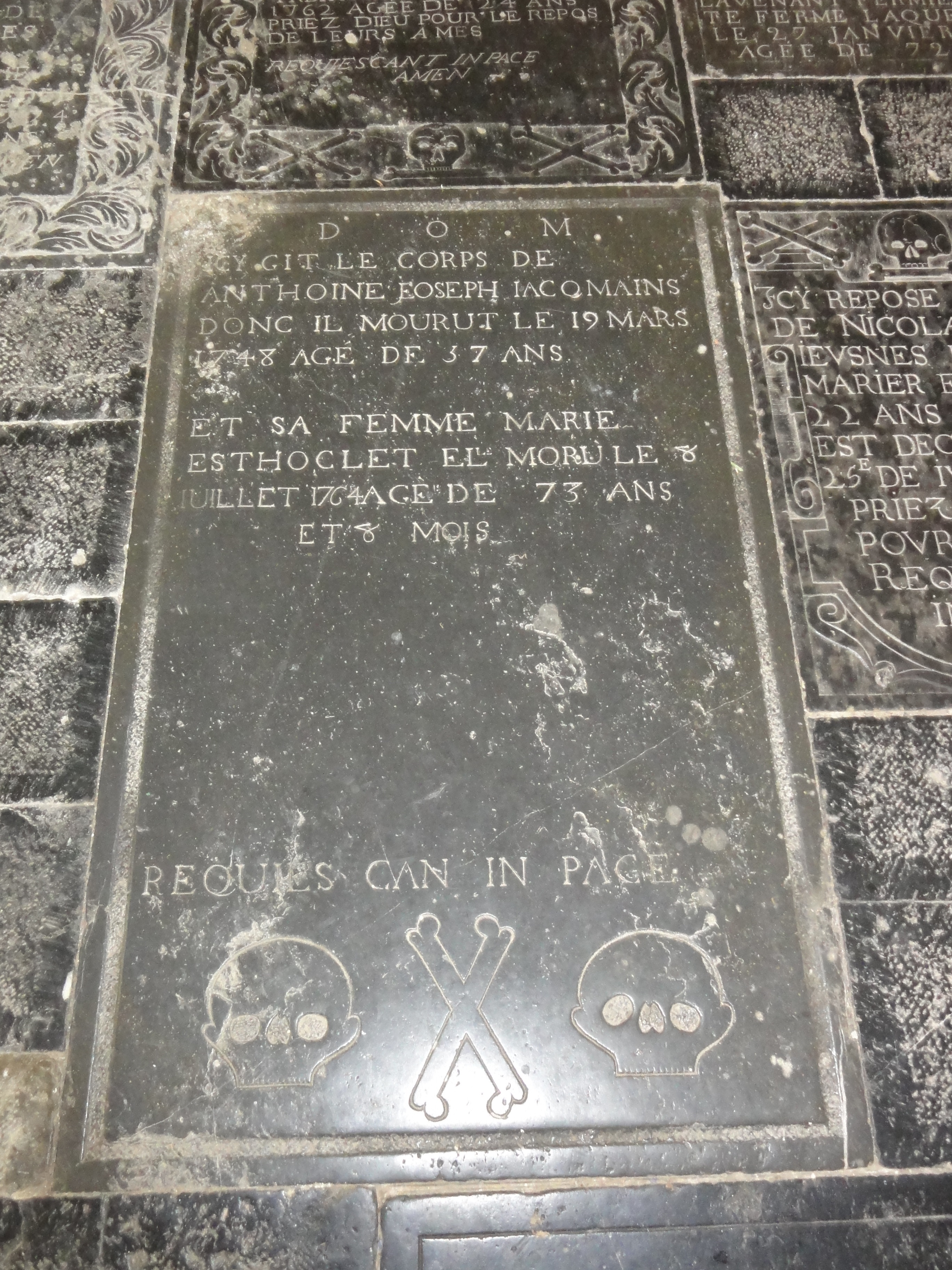
Plaque mortuaire d'Antoine Joseph Iacqmains, dans le pavage de l'église

### Personnalités liées à la commune
- Marie-Léonie Redier (1888-1967) née Vanhoutte. Héroïne française de la Grande Guerre, lieutenant de Louise de Bettignies[38].

## Héraldique
| Blason de Boulogne-sur-Helpe | Blason  | D'argent à trois fasces de gueules.              |
| Blason de Boulogne-sur-Helpe | Détails | Le statut officiel du blason reste à déterminer. |

## Pour approfondir